# ستاره‌ای چشمک زد
ستاره‌ای چشمک زد فیلمی به کارگردانی محسن بدیع و نویسندگی محمدحسین میمندی نژاد ساختهٔ سال ۱۳۴۲ است.

## خلاصه داستان
رجب و دوستش قربان، که زندگی فقیرانه‌ای دارند، به نوبت خود را به مردگی می‌زنند تا دیگری به عنوان خرج کفن و دفن او از مردم پول مطالبه کند...

## بازیگران
- رضا ارحام صدر
- محمد عبدی
- منصور والامقام
- شبنم جهانگیری
- رضا شفیع
- کاظم تهرانچی
- مختاری
- افشار (بازیگر)
- اکمالی (بازیگر)
- فرخ‌لقا هوشمند
- پریا (بازیگر)
- سیما (بازیگر)
- سمیرا (بازیگر)
- میترا (بازیگر)
- ازه (بازیگر)دی
- کمیله (بازیگر)
- علی اکبر مهدوی فر
- بنی احمدی
- رضا عارفان
- محمدحسین میمندی نژاد
- رضا هوشمند
- نوید (بازیگر)
- سامی تحصنی
- غیاث (بازیگر)
- ببراز (بازیگر)
- رضا رخک
- حامدی (بازیگر)
- خدامی (بازیگر)
- سعید کامیار